# (308) Polyxo
(308) Polyxo – planetoida z pasa głównego asteroid okrążająca Słońce w ciągu 4 lat i 205 dni w średniej odległości 2,75 j.a. Została odkryta 31 marca 1891 roku w Marsylii przez Alphonse Borrelly’ego. Nazwa planetoidy pochodzi od Polikso, jednej z Hiad w mitologii greckiej.